# Gourmaëlon av Bretagne
Gourmaëlon av Bretagne, död 913, var hertig av Bretagne mellan 908 och 913.